# Tania Tinoco
Tania Mireya Tinoco Márquez (Machala, 2 de agosto de 1963 - Cleveland, 21 de mayo de 2022) fue una periodista, autora, conductora de TV y radio, productora de televisión, reportera, entrevistadora, líder de opinión, directora y comunicadora social ecuatoriana. Fue conocida por llevar cerca de cuarenta años como presentadora de varios espacios informativos en Ecuavisa, como el noticiero de la medianoche Telemundo, el noticiero vespertino Televistazo y el programa de investigación Visión 360.

## Biografía
Nació en Machala el 2 de agosto de 1963, hija del reconocido jurista, periodista y político Colon Tinoco Pineda. A la edad de once años se mudó a Guayaquil junto a sus hermanos, Jorge y Gustavo Tinoco Marquez. Cursó sus estudios en la Unidad Educativa Bilingüe de La Inmaculada, en Guayaquil.
A los 15 años de edad, formó parte del Club de Periodismo de su colegio, donde su primer reportaje para la revista del plantel fue sobre una entrevista a José Luis Rodríguez "El Puma", concedida luego de tanta insistencia a su mánager, lo que la determinó a elegir su profesión de periodista.
Estudió periodismo en la Universidad Laica Vicente Rocafuerte.
En diciembre de 1983, a los 20 años de edad, con ayuda de la directora de su colegio, quien la recomendó a la entonces gerenta de Recursos Humanos de Ecuavisa, fue tomada en cuenta para que luego de varios meses ingresara al canal en el área de archivos.
En 1986, Myr. Pedro Pablo Sevilla, quien había trabajado con Tania en unas traducciones de seguridad del Banco del Pacífico, le recomendó a Alberto Borges que escogiera a Tania para que locutase las noticias y así llegó a formar parte del noticiero nocturno, Telemundo, junto a él.
El 30 de mayo de 1992 se casó con Bruce Hardeman, un empresario suizo con quien tuvo dos hijos: Amelia y Tommy Hardeman Tinoco.
En 1994 falleció su padre, y seis meses después, en el mismo año, murió Alberto Borges, su compañero de noticias durante ocho años.
Fue directora y presentadora del noticiero Telemundo y del programa investigativo Visión 360 de la cadena de televisión ecuatoriana Ecuavisa hasta el año 2020, cuando el noticiero Telemundo sale del aire en mayo de dicho año y el programa Visión 360 se fusiona con la redacción del noticiero, por motivo de la pandemia de enfermedad por coronavirus en Ecuador. Entre 2020 y 2022, fue presentadora del noticiero Televistazo en su emisión de las 13h00, junto a Gabriela Baer.

## Enfermedad y fallecimiento
El 7 de abril de 2022, Ecuavisa informó a través de un comunicado de prensa que Tania Tinoco había sido hospitalizada en una clínica de Guayaquil, a consecuencia de una arritmia sinusal respiratoria. Pocos días después, fue trasladada en un avión ambulancia a la ciudad de Cleveland, en Estados Unidos, donde fue intervenida quirúrgicamente. Su estado de salud se mantuvo delicado.
Falleció el 21 de mayo del 2022, a la edad de 58 años.

## Premios
El 29 de enero de 2015 fue galardonada por la Unión Nacional de Periodistas del Ecuador (UNP) con el Premio Nacional de Periodismo Eugenio Espejo, en la categoría televisión, por el documental titulado Los niños de Génova.